# علم تشكل أعصاب
علم تشكل أعصاب هي دراسة شكل وبنية الجهاز العصبي. تضمن الدراسة النظر إلى جزء معين من الجهاز العصبي من المستوى الجزيئي والخلوي وربطه بوجهة نظر فسيولوجية وتشريحية. يستكشف المجال أيضًا الاتصالات والتفاعلات داخل وبين كل قسم متخصص من الجهاز العصبي. يختلف علم التشكل عن التكون. علم التشكل هو دراسة شكل وهيكل الكائنات الحية، في حين أن التكون هو دراسة التطور البيولوجي لشكل وهيكل الكائنات الحية. لذلك، يركز علم الأشكال العصبي على تفاصيل بنية الجهاز العصبي وليس العملية التي تم من خلالها تطوير الهيكل.

## تاريخ
كان التقدم في تحديد مورفولوجيا الخلايا العصبية بطيئًا في تطورها. استغرق الأمر ما يقارب من قرن بعد قبول الخلية كوحدة أساسية للحياة قبل أن يتمكن الباحثون من الاتفاق على شكل الخلية العصبية. كان يُعتقد في الأصل أنه جسيم كروي مستقل معلق على طول ألياف عصبية ملتفة وملفوفة. لم يكن من الممكن تمييز التشعبات المنفصلة والمحاور العصبية حتى أول تشريح مجهري ناجح لخلية عصبية كاملة بواسطة أوتو ديترز في عام 1865. في نهاية القرن التاسع عشر، تم تطوير تقنيات جديدة، مثل طريقة غولجي، والتي مكنت الباحثين من مشاهدة الخلايا العصبية بأكملها. ثم شجع تحقيق غولجي هذا البحث الجديد في تباعد الخلايا العصبية بواسطة رامون كاجال في عام 1911. في عام 1983 توسع ثورويا عبد المجيد وديفيد بوشر في طريقة غولجي ودمجهما مع تقنية التشريب التي سمحت لهما بتصور التشعبات العصبية وتصنيفها بناءً على أنماطها التغصنية. منذ ذلك الحين، تم تطوير وتطبيق تقنيات لا تعد ولا تحصى في مجال علم الأعصاب.

### التأثير على وظيفة الخلايا العصبية
دعم البحث وجود علاقة بين الخصائص المورفولوجية والوظيفية للخلايا العصبية. على سبيل المثال، دُرس التوافق بين التشكل والفئات الوظيفية لخلايا العقدة الشبكية للقطط لإظهار العلاقة بين شكل الخلايا العصبية ووظيفتها. غالبًا ما تعتمد هندسة الخلايا العصبية على نوع الخلية وتاريخ المنبهات المستلمة التي تتم معالجتها من خلال المشابك. غالبًا ما يوجه شكل الخلايا العصبية وظيفة العصبون من خلال إنشاء شراكاته المشبكية. ومع ذلك، هناك أيضًا دليل متزايد على انتقال الحجم، وهي عملية تتضمن تفاعلات كهروكيميائية من غشاء الخلية بأكمله. يعتبر مورفولوجيا الشجرة المحورية مفيدًا في تعديل النشاط وترميز المعلومات.

#### تطوير
يخضع تطور السمات المورفولوجية للخلايا العصبية لكل من العوامل الداخلية والخارجية. يعتمد الشكل العصبي للنسيج العصبي على الجينات وعوامل أخرى، مثل المجالات الكهربائية والموجات الأيونية والجاذبية. بالإضافة إلى ذلك، يفرض تطوير الخلايا قيودًا هندسية ومادية على بعضها البعض. تؤثر هذه التفاعلات على الشكل العصبي و
التشابك العصبي. تعتبر القياسات المورفولوجية وتطبيقات التصوير مهمة لزيادة فهم عملية النمو.

## الحقول الفرعية

### المورفولوجيا العامة

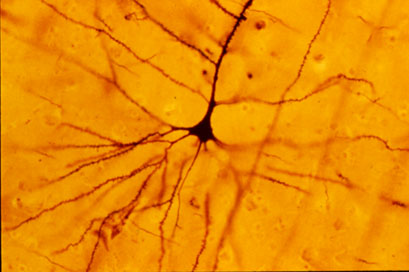
الخلية الهرمية القشرية الحديثة البشرية التي تم صبغها باستخدام طريقة غولجي. الخلية سميت بعد ذلك سوما مميزة على شكل مثلث.

بما أن هناك مجموعة واسعة من الوظائف التي تؤديها أنواع مختلفة من الخلايا العصبية في أجزاء متنوعة من الجهاز العصبي، هناك مجموعة واسعة من الحجم والشكل والخصائص الكهروكيميائية للخلايا العصبية. يمكن العثور على العصبونات في أشكال وأحجام مختلفة ويمكن تصنيفها على أساس التشكل. قام العالم الإيطالي كاميلو غولجي بتجميع الخلايا العصبية في النوع الأول والنوع الثاني من الخلايا. تحتوي عصبونات غولجي 1 على محاور طويلة يمكنها نقل الإشارات لمسافات طويلة، كما هو الحال في خلايا بركنجي، في حين أن عصبونات غولجي 2 عادة ما تحتوي على محاور أقصر، مثل الخلايا الحبيبية، أو تكون أنوكسونية.
يمكن وصف العصبونات شكليًا بأنها أحادية القطب، أو ثنائية القطب، أو متعددة الأقطاب. الخلايا أحادية القطب، والخلايا الكاذبة لديها عملية واحدة فقط تمتد من جسم الخلية. الخلايا ثنائية القطب لديها عمليتين تمتد من جسم الخلية، والخلايا متعددة الأقطاب لديها ثلاث عمليات أو أكثر تمتد نحو وخارج جسم الخلية.

#### علم الأعصاب النظري
علم التشكل العصبي النظري هو فرع من علم التشكل العصبي يركز على الوصف الرياضي لشكل وهيكل واتصال الجهاز العصبي.

##### علم التشكل العصبي الجاذبي
يدرس علم التشكل العصبي الجاذبي تأثيرات الجاذبية المتغيرة على بنية الجهاز العصبي المركزي، الطرفي، واللاإرادي. يهدف هذا المجال الفرعي إلى توسيع الفهم الحالي للقدرات التكيفية للأجهزة العصبية، وعلى وجه التحديد يدرس كيف يمكن للتأثيرات البيئية أن تغير هيكل الجهاز العصبي ووظيفته. في هذه الحالة تشمل المناورات البيئية بشكل عام تعريض الخلايا العصبية إما للجاذبية المفرطة أو الجاذبية الصغرى. وهي مجموعة فرعية من البيولوجيا الجاذبية.

## أساليب البحث والتقنيات
استُخدمت مجموعة متنوعة من التقنيات لدراسة التشكل العصبي، بما في ذلك المجهر البؤري، التجسيم القائم على التصميم، تتبع الخلايا العصبية وإعادة بناء الخلايا العصبية. وتشمل الابتكارات الحالية والبحوث المستقبلية الفحص المجهري الافتراضي، وعلم التجسيم الآلي، ورسم الخرائط القشرية، وتتبع الخلايا العصبية الآلية الموجهة بالخرائط، وتقنيات الميكروويف، وتحليل الشبكة. من بين التقنيات المستخدمة حاليًا لدراسة التشكل العصبي، فإن علم التجسيم القائم على التصميم والمجهر البؤري هما الطريقتان الأكثر تفضيلاً. وتوجد أيضا قاعدة بيانات كاملة للشكل العصبي تسمى قاعدة بيانات الأعصاب المورفو.

### علم التجسيم القائم على التصميم
علم التجسيم القائم على التصميم هو واحد من أبرز الطرق لاستقراء الشكل ثلاثي الأبعاد رياضيا من شكل ثنائي الأبعاد. وهو حاليا التقنية الرائدة في مجال البحوث الطبية الحيوية لتحليل التركيبات ثلاثية الأبعاد. علم التجسيم القائم على التصميم هو تقنية مجسمة أحدث تدرس المورفولوجيا التي تم تعريفها مسبقًا وتصميمها. تتناقض هذه التقنية مع الأسلوب القديم، علم التجسيم القائم على النموذج، الذي استخدم نماذج محددة مسبقًا كدليل. ويسمح علم التجسيم الحالي القائم على التصميم للباحثين بفحص موروفولوجيا الخلايا العصبية دون الحاجة إلى وضع افتراضات حول حجمها أو شكلها أو توجهها أو توزيعها. كما يمنح علم التجسيم القائم على التصميم الباحثين المزيد من الحرية والمرونة لأن علم التجسيم القائم على النموذج يكون فعالًا فقط إذا كانت النماذج تمثل حقًا الجسم قيد الدراسة، في حين أن علم التجسيم القائم على التصميم غير مقيد بهذه الطريقة.

#### الفحص المجهري البؤري

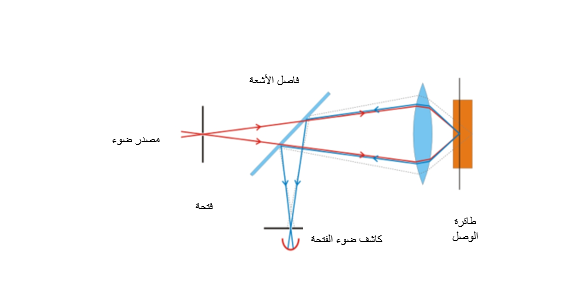
رسم بياني لكيفية عمل المجهر البؤري

المجهر البؤري هو الإجراء المجهري المفضل لفحص هياكل العصبونات لأنه ينتج صورًا حادة بدقة محسنة ونسبة إشارة إلى ضوضاء منخفضة. الطريقة المحددة التي يعمل بها هذا المجهر تسمح للمرء بالنظر إلى مستوى بؤري واحد في كل مرة، وهي الطريقة المثلى عند مشاهدة الهياكل العصبية. وهناك أشكال أخرى أكثر تقليدية من المجهر ببساطة لا تسمح للمرء بتصور جميع الهياكل العصبية، وخاصة تلك التي هي تحت الخلوية. في الآونة الأخيرة، قام بعض الباحثين في الواقع بالجمع بين علم التجسيمات القائم على التصميم والمجهر البؤري لمواصلة تحقيقاتهم في البنى الخلوية العصبية المحددة.

##### رسم الخرائط القشرية
يتم تعريف التخطيط القشري على أنه عملية توصيف مناطق معينة في الدماغ على أساس إما الخصائص التشريحية أو الوظيفية. أطالس الدماغ الحالية ليست نهائية أو متجانسة بما فيه الكفاية لتصوير تفاصيل هيكلية محددة. بيد أن التطورات الأخيرة في التصوير الوظيفي للدماغ والتحليل الإحصائي قد تكون كافية في المستقبل. وهناك تطور حديث في هذا المجال يسمى طريقة مؤشر مستوى الرمادي (GLI) يسمح بتحديد أكثر موضوعية للمناطق القشرية عن طريق الخوارزميات. GLI هي طريقة موحدة تسمح للباحثين بتحديد كثافة الخلايا العصبية. ولا تزال تقنيات رسم الخرائط القشرية الأكثر تطورا قيد التطوير، ومن المرجح أن يشهد هذا المجال نموا أسيا في أساليب رسم الخرائط في المستقبل القريب.

## التطبيقات السريرية
وقد استُخدم علم التشكل العصبي كطريقة جديدة لاستكشاف السبب الكامن وراء العديد من الاضطرابات العصبية، وتم تضمينه في الدراسة السريرية لمختلف الأمراض العصبية التنكسية، والاضطرابات العقلية، وصعوبات التعلم، والخلل الوظيفي بسبب تلف الدماغ. استخدم الباحثون تقنيات المورفولوجية العصبية ليس فقط لدراسة الضرر ولكن أيضا طرق لتجديد العصب المتضرر من خلال طرق مثل تحفيز نمو المحاور العصبية. وقد تم استخدام علم الأعصاب لدراسة تلف الأعصاب البصرية، والنظر على وجه التحديد في الآفات والضمور. درس الباحثون أيضا وحددوا المورفولوجيا العصبية للقضيب البشري لفهم أفضل للدور الذي يلعبه الجهاز العصبي الودي في تحقيق الانتصاب.

## البحث الحاضر والمستقبل
- علم الأعصاب الحسابي: يدرس علم موروفيا الأعصاب الحسابي الخلايا العصبية وبنياتها الفرعية عن طريق تقطيعها إلى شرائح ودراسة هذه الأقسام الفرعية المختلفة. كما يصف الفضاء المورفولوجي العصبي كفضاء ثلاثي الأبعاد. وهذا يسمح للباحثين بفهم حجم مكونات عصبية محددة. بالإضافة إلى ذلك، يساعد التصوير ثلاثي الأبعاد الباحثين على فهم كيفية نقل العصبون للمعلومات داخل نفسه.
- الفحص المجهري الافتراضي: سوف يسمح المجهر الافتراضي للباحثين بالحصول على صور مع كمية أقل من جلسات التصوير، وبالتالي الحفاظ على سلامة الأنسجة وتقليل إمكانية تلاشي الأصباغ الفلورية أثناء التصوير. وبالإضافة إلى ذلك، ستمنح هذه الطريقة الباحثين القدرة على تصور البيانات التي يتعذر الحصول عليها حالياً، مثل أنواع الخلايا النادرة والتخصيص المكاني للخلايا في منطقة معينة من الدماغ.[10] ومن شأن المجهر الافتراضي أن يسمح أساسا برقمنة جميع الصور التي يتم الحصول عليها، مما يحول دون تدهور البيانات. ويمكن أن يسمح هذا التحويل الرقمي للباحثين بإنشاء قاعدة بيانات لتبادل بياناتهم وتخزينها.